# Дохерти, Реджинальд
Ре́джинальд «Ре́джи» или «Р. Ф.» Фрэнк До́херти (англ. Reginald Frank Doherty; 14 октября 1872, Лондон — 29 декабря 1910, Лондон) — британский теннисист, старший брат Лоуренса Дохерти.
- четырнадцатикратный победитель турниров Большого шлема в мужском одиночном и в мужском парном разрядах;
- трёхкратный олимпийский чемпион;
- четырёхкратный обладатель Кубка Дэвиса в составе сборной Великобритании;
- член Международного зала теннисной славы с 1980 года.

Спортивное прозвище — «Большой До» (англ. Big Do; Great Do). Это прозвище Реджинальд получил в противопоставление Лоуренсу, «Маленькому До», который был не только младше, но и значительно ниже ростом. Также был известен в теннисном мире как «Р. Ф.» и, в меньшей степени, как «Реджи».

## Общая информация
Реджинальд Фрэнк Дохерти родился 14 октября 1872 года, в предместье Лондона: на Хартфилд-роуд, Уимблдон, в графстве Суррей, недалеко от будущих Уимблдонских кортов. Был вторым ребёнком в семье владельца типографии, эсквайра Уильяма Дохерти и его супруги, «домашней учительницы» Кэтрин Энн Дэвис.
Получил хорошее образование: учился в Королевском колледже святого Петра в Вестминстере (1883-1890) и в Тринити Холл Кембриджского университета (1894-1896).
Впервые взял в руки ракетку в раннем возрасте — на заднем дворе дома семьи Дохерти находился теннисный корт и у братьев были прекрасные возможности для постоянных тренировок и совершенствования своего мастерства.
В 80-е годы XIX века в Вестминстере среди мальчиков значительно большей популярностью, чем теннис, пользовались футбол и (в меньшей степени) крикет. Реджи проявил себя в обеих дисциплинах, но более успешен был в футболе. Он играл за школьную футбольную команду.
Во время учёбы в Кембридже выступал за университетский теннисный клуб в матчах против Оксфорда и дважды (1895—1896) вместе со своей командой выигрывал Varsity Match. В 1895, когда университетские команды соревновались между собой на кортах Королевского клуба в Лондоне, Реджинальд все три своих одиночных матча выиграл с лёгкостью, уступив своим соперникам всего восемь геймов в шести сетах, и обратил на себя внимание корреспондента спортивного журнала «Pastime», который в своём репортаже написал: «лучший из шести соревнующихся Р. Ф. Доэрти, его игровой стиль выглядит наиболее завершённым. Он играет в основном с задней линии, но и у сетки почти так же хорош. На самом деле, похоже, что у этого спортсмена нет слабых мест и поэтому — есть будущее». После первого игрового дня Кембридж вёл со счётом 9-0; окончательный счёт также был разгромным — 17-1 в пользу Кембриджа. За месяц до этих соревнований Реджинальд завоевал Межвузовский Кубок в одиночном и в парном, вместе с Мартином Джонсом, разрядах. В одиночном разряде он победил в финале Гамбина-Смита со счётом 6-3, 6-2, 6-2. Был избран президентом CULTC (Кембриджский университетский клуб лаун-тенниса) в 1896 году.
Реджинальд Дохерти умер 29 декабря 1910 года, в возрасте 38 лет, от сердечной недостаточности и нервного истощения, в семейном доме на Кенсингтон Гор, спустя несколько часов после возвращения из санатория в Давосе (Швейцария), где он проходил лечение. Был похоронен на кладбище Putney Vale Cemetery.
В некрологе, напечатанном в Нью-Йорк Таймс, было сказано, что у тридцативосьмилетнего игрока «на протяжении длительного времени были проблемы со здоровьем». Далее в статье говорилось: «Его никто не мог победить до того момента, пока он сам не проиграл собственной болезни». В заметке, которая была опубликована в американском Wright & Ditson Officially Adopted Lawn Tennis Guide спустя несколько месяцев после его смерти, речь шла о том, что знаменитый теннисист «страдал в течение нескольких лет от проблем с сердцем», также было сказано, что пока он был здоров, в его игре «не было слабых мест».
Спустя 20 лет после смерти Реджи Дохерти, в 1930 году, стараниями и на средства Уильяма Дохерти (самого старшего из братьев и последнего члена семьи Дохерти, остававшегося к этому времени в живых), в честь братьев и их спортивных подвигов были на Уимблдоне  (на входе во Всеанглийский теннисный клуб, с юго-западной стороны) были построены «Ворота Дохерти» (англ. Doherty Gates)). На мемориальной табличке, находящейся на стене рядом с воротами, были выбиты слова: «Эти опорные столбы будут поддерживать память о Р. Ф. Дохерти и Х. Л. Дохерти, знаменитых братьях, благодаря которым слово «лаун-теннис» стало именем нарицательным и которые оба умерли во цвете лет. Преподобный У. В. Дохерти».

### Стиль игры
Реджинальд Дохерти играл очень агрессивно, и был известен своей мощной («пушечной») плоской подачей. Также, по словам Майерса, обладал очень сильным и точным ударом слева по линии. Был игроком задней линии, но когда он всё же выходил к сетке, то обычно направлял мяч так, что его соперник не мог предпринять никаких ответных действий.

### Инвентарь
Ракетка — Slazenger, весом 14 унций.

## Спортивная карьера
Реджи Доэрти начал играть в теннис в раннем возрасте и, во время учёбы Вестминстерской школе, был очень перспективным юниором. В 1886, в возрасте 14 лет, он выиграл чемпионат в Лландидно, в юношеском одиночном разряде.
На Уимблдоне впервые выступил в 1894, но проиграл в первом же раунде Клементу Казалье в четырёх сетах.

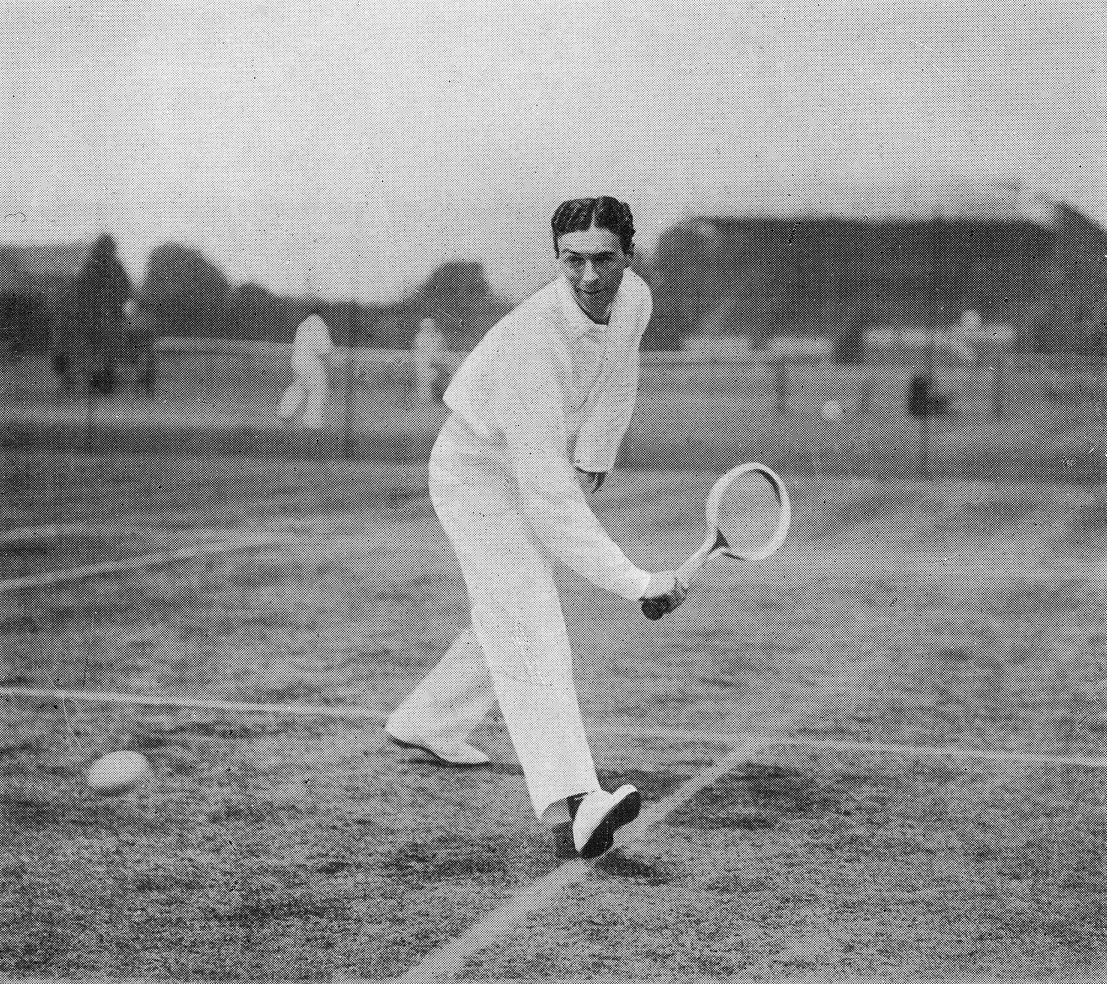
Дохерти на корте. Фото 1908 года.

В 1895 году, с которого начал регулярно участвовать в соревнованиях, он выиграл четыре турнира (чемпионаты в Шотландии и Эссексе, и турнир в Эксмуте — летом; Чемпионат Уэльса на крытых кортах — в октябре) и дошёл до четвертьфинала на Уимблдонском турнире, где уступил в трёх сетах Герберту Бадделею.
В 1896 году на Уимблдоне, в одиночных соревнованиях, Реджинальд проиграл в первом раунде будущему чемпиону Гарольду Махони (в напряжённой борьбе, в пяти партиях) и вместе с Гарольдом Нисбетом дошёл до первого в карьере финала в парном разряде. 
В 1897 году одержал свою первую одиночную победу на Уимблдоне, когда в финале (в матче вызова) обыграл защищавшего свой титул Гарольда Махони, при этом, по ходу турнира, проиграв всего один сет (Джорджу Саймонду, в первом круге). В течение года Реджинальд Дохерти занимал 15-ю строчку в теннисной классификации Британии.
В следующем, 1898 году, он подтвердил своё чемпионство, победив в финале, в пяти сетах, своего младшего брата Лоуренса.
В 1899 году в матче вызова им был побеждён Артур Гор, а в 1900 Реджинальд Дохерти доказал своё превосходство двукратному чемпиону Уэльса Сидни Смиту.
Триумфальная серия была прервана Артуром Гором в 1901, но Реджинальд нашёл достойного преемника в лице младшего брата, который, начиная с 1902 года,  побеждал на Уимблдонском турнире пять раз подряд.
Братья Дохерти были одной из лучших пар в истории Уимблдона. С 1897 по 1906 они были фактически непобедимы и играли во всех финалах, одержав в общей сложности восемь побед, пять из которых подряд. Их первыми противниками, в 1897 году, были другие известные братья-теннисисты, четырёхкратные и действующие на тот момент победители Уимблдонского турнира Уилфред и Герберт Бадделеи. Дохерти потерпели поражение лишь дважды, в 1902 и в 1906, оба раза от Сидни Смита и Фрэнка Райзли. Братья также, на протяжении двух лет (в 1902 и в 1903) выигрывали Чемпионат США, в первом финале они со счётом 11-9, 12-10, 6-4 победили Холкомба Уорда и Дуайта Дэвиса, основателя знаменитого Кубка.
В 1906 году, когда братья Дохерти в последний раз играли вместе на Уимблдоне, Реджинальд, здоровье которого стремительно ухудшалось, был, по словам Майерса, «лишь тенью от собственного былого величия»; он играл в удобном для соперников стиле, короткими свечками, и позволял Фрэнку Райзли делать то, что Эрнест Мэерс (победитель Чемпионата Британии на крытых кортах 1892 года) называл «обедом у сетки» (англ. meal at the net). Усилий Лоуренса, который героически старался играть за двоих, не хватило для победы. Матч был сложным, изнурительным и окончательный счёт был 6-8, 6-4, 5-7, 6-3, 6-3 в пользу Райзли и Смита. После поражения в том парном финале Реджинальд фактически завершил свою теннисную карьеру. В дальнейшем он соревновался лишь на отдельных турнирах (в основном на континенте, на грунтовых кортах, которые он всегда предпочитал английскому газону). Сделал он это по просьбе матери и следуя рекомандациям врачей, которые запретили ему играть пятисетовые матчи.
С этого момента Реджинальд Дохерти сосредоточил своё внимание на видах спорта, в которых нагрузки были меньше, чем в теннисе. В 1907 и 1908 он принял участие в нескольких турнирах по гольфу.
В марте 1908 братья сыграли свой последний матч в паре — на турнире в Ницце, где уступили Джозии Ричи и Энтони Уилдингу. Также, после двухлетнего перерыва, они вновь вышли на Уимблдонские корты, но на этот раз не вместе. Реджинальд играл в паре с серебряным призёром летних олимпийских игр 1908 года, Джорджем Саймондом, и выступили они неудачно: вынуждены были сняться с соревнований в третьем круге, после того как со счётом 6-8 проиграли первый сет паре американца Вилли Гранта и британца Артура Майерса, из-за травмы, полученной Саймондом.
В 1909 Реджинальд вместе с командой по лаун-теннису отправился в Южную Африку, чтобы принять участие в Чемпионате, который проходил в Кейптауне, на травяных кортах. Там он одержал свою последнюю победу, играя, по словам известного историка тенниса Артура Майерса, почти как в лучшие годы, легко и непринуждённо, как казалось, совершенно не прикладывая усилий, хотя матчи проходили в сложных погодных условиях.

### Кубок Дэвиса
Реджинальд Дохерти участвовал в пяти розыгрышах Кубка и четырежды становился обладателем главного трофея в составе сборной Великобритании (1903, 1904, 1905 и 1906).

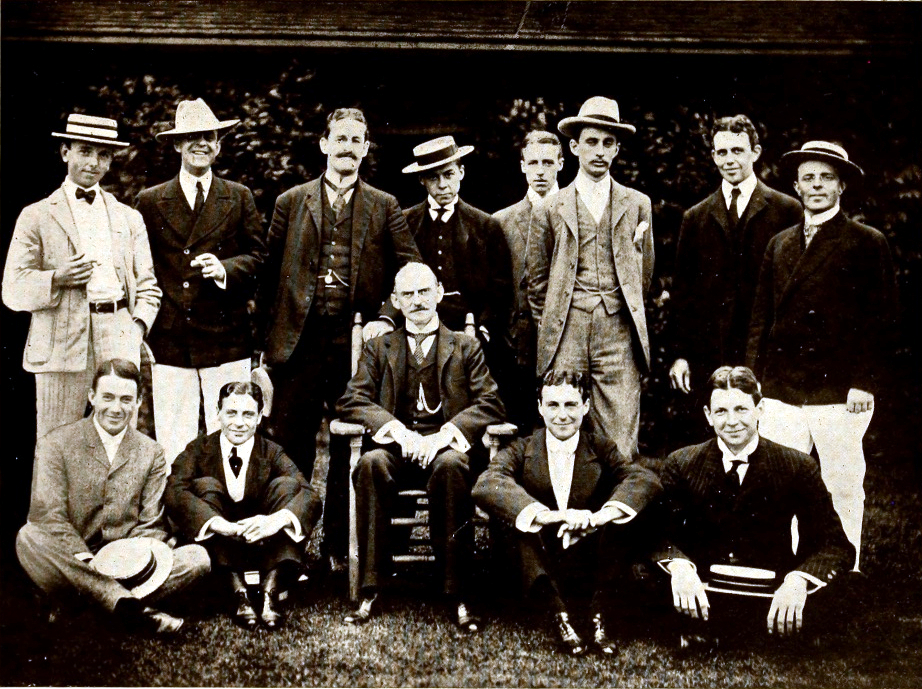
Команды США и Британии, Бостон, 1902

 Потерпел лишь одно поражение, но в очень важном поединке, в пятом, решающем матче финала в 1902 году (проиграл в трёх сетах Малкольму Уитмену).
В августе 1903 года, за два дня до начала решающих матчей на травяных кортах Лонгвудского крикетного клуба в Бостоне, во время тренировки получил травму — растяжение дельтовидной мышцы правого плеча и, возможно, повреждение капсульной связки. Предложенное лечение не помогло, и он вынужден был сняться со своего первого одиночного матча против Уильяма Ларнеда. Его мог бы заменить Гарольд Махони, но тогда тридцатишестилетний ирландец должен был бы играть и в последнем, возможно решающем, одиночном поединке (в ином случае капитан американской команды не соглашался на замену). Капитан британцев, У. Коллинз, не рискнул, в надежде на то, что Реджинальд сможет восстановиться к своему второму матчу, и предпочёл поражение по умолчанию, без игры. В итоге его тактика оказалась правильной («провидение по-видимому, услышало молитвы мистера Коллинза»): после того как Лоуренс Дохерти одержал первую победу для своей команды, в течение следующих двух дней матчи не проводили из-за сильного дождя, и к тому времени, когда братья Дохерти должны были выйти на корт, чтобы играть парную встречу против Дуайта Дэвиса и Холкомба Уорда, Реджинальд уже чувствовал себя значительно лучше. Он выиграл (вместе с Лоуренсом) парный поединок, и во втором своём одиночном матче, в сложнейшем пятисетовом поединке (6-4, 3-6, 6-3, 6-8, 6-4), одолел Роберта Ренна.
В три последующих года (1904-1906) играл только парные матчи.
В парных соревнованиях не проиграл ни одного матча (всегда играл со своим братом).
В общей сложности провёл за сборную восемь матчей,  семь из которых выиграл.

### Летние Олимпийские игры

#### Париж-1900
На Играх 1900 года в Париже Реджинальд Дохерти соревновался в трёх турнирах — одиночном, парном и смешанном. В первом состязании он стал бронзовым призёром, так как в полуфинале ему пришлось соревноваться со своим братом Лоуренсом, но они отказались от этого, и вперёд прошёл младший брат. В парном соревновании братья, играя в паре, выиграли турнир. В смешанном турнире Реджинальд играл вместе со своей соотечественницей — чемпионкой Игр Шарлоттой Купер, и они смогли выиграть свои вторые золотые награды по ходу турнира, победив в полуфинале пару Лоуренса Дохерти и Марион Джонс.

#### Лондон-1908
На Играх 1908 в Лондоне Реджинальд Дохерти соревновался только в парном турнире. Вместе с Джорджем Гильярдом они выиграли соревнование, став чемпионами.

### Рекорды на Уимблдонском турнире
- Реджинальд и Лоуренс Дохерти являются самой титулованной парой в истории Уимблдонского турнира (8);
- Реджинальд Дохерти первый по числу сыгранных подряд парных финалов (11);
- первый (вместе с братом) по числу парных побед, одержанных подряд (5);
- делит со своим братом второе место (после Тодда Вудбриджа) по количеству титулов в мужском парном разряде (8);
- третий среди теннисистов-мужчин по общему количеству титулов (12);
- пятый по числу одиночных побед, одержанных подряд (4);
- шестой по количеству титулов в мужском одиночном разряде (делит позицию с Родом Лейвером и Энтони Уилдингом, у всех троих по 4 титула).

### Признание заслуг
В 1980 году имена Реджинальда и Лоуренса Дохерти были добавлены в списки Международного зала теннисной славы в Ньюпорте (Род-Айленд).

## Выступления на турнирах
Всего, Реджинальд Дохерти является 14-кратным победителем турниров Большого шлема

### Одиночный разряд (6)

#### Победы (4)
| Год  | Турнир              | Покрытие | Соперник в Финале | Счёт в финале           |
| 1897 | Уимблдонский турнир | трава    | Гарольд Махони    | 6-4, 6-4, 6-3           |
| 1898 | Уимблдонский турнир | трава    | Лоуренс Дохерти   | 6-3, 6-3, 2-6, 5-7, 6-1 |
| 1899 | Уимблдонский турнир | трава    | Артур Гор         | 1-6, 4-6, 6-2, 6-3, 6-3 |
| 1900 | Уимблдонский турнир | трава    | Сидни Смит        | 6-8, 6-3, 6-1, 6-2      |

#### Поражения (2)
| Год  | Турнир                     | Покрытие | Соперник в Финале | Счёт в финале      |
| 1901 | Уимблдонский турнир        | трава    | Артур Гор         | 6-4, 5-7, 4-6, 4-6 |
| 1902 | Национальный чемпионат США | трава    | Уильям Ларнед     | 6-4, 2-6, 4-6, 6-8 |

### Мужской парный разряд (13)

#### Победы (10)
| Год  | Турнир              | Покрытие | Партнёр         | Соперники в Финале                | Счёт в финале           |
| 1897 | Уимблдонский турнир | трава    | Лоуренс Дохерти | Уилфред Бадделей Герберт Бадделей | 6-4, 4-6, 8-6, 6-4      |
| 1898 | Уимблдонский турнир | трава    | Лоуренс Дохерти | Кларенс Хобарт Гарольд Нисбет     | 6-4, 6-4, 6-2           |
| 1899 | Уимблдонский турнир | трава    | Лоуренс Дохерти | Кларенс Хобарт Гарольд Нисбет     | 7-5, 6-0, 6-2           |
| 1900 | Уимблдонский турнир | трава    | Лоуренс Дохерти | Герберт Баррет Гарольд Нисбет     | 9-7, 7-5, 4-6, 3-6, 6-3 |
| 1901 | Уимблдонский турнир | трава    | Лоуренс Дохерти | Дуайт Дэвис Холкомб Уорд          | 4-6, 6-2, 6-3, 9-7      |
| 1902 | Чемпионат США       | трава    | Лоуренс Дохерти | Дуайт Дэвис Холкомб Уорд          | 11-9, 12-10, 6-4        |
| 1903 | Уимблдонский турнир | трава    | Лоуренс Дохерти | Сидни Говард-Смит Фрэнк Райзли    | 6-4, 6-4, 6-4           |
| 1903 | Чемпионат США       | трава    | Лоуренс Дохерти | Крейг Коллинс Гарри Уайндер       | 7-5, 6-3, 6-3           |
| 1904 | Уимблдонский турнир | трава    | Лоуренс Дохерти | Сидни Говард-Смит Фрэнк Райзли    | 6-1, 6-2, 6-4           |
| 1905 | Уимблдонский турнир | трава    | Лоуренс Дохерти | Сидни Говард-Смит Фрэнк Райзли    | 6-2, 6-4, 6-8, 6-3      |

#### Поражения (3)
| Год  | Турнир              | Покрытие | Партнёр         | Соперники в Финале                | Счёт в финале            |
| 1896 | Уимблдонский турнир | трава    | Гарольд Нисбет  | Уилфред Бадделей Герберт Бадделей | 6-1, 6-3, 4-6, 2-6, 1-6  |
| 1902 | Уимблдонский турнир | трава    | Лоуренс Дохерти | Фрэнк Райзли Сидни Говард-Смит    | 4-6, 8-6, 6-3, 4-6, 11-9 |
| 1906 | Уимблдонский турнир | трава    | Лоуренс Дохерти | Фрэнк Райзли Сидни Говард-Смит    | 6-8, 6-4, 5-7, 6-3, 6-3  |

### Кубок Дэвиса (5)

#### Победы (4)
| Год  | Место  | Команда                                             | Соперник в финале                               | Счёт |
| 1903 | Бостон | Великобритания Р. Дохерти, Л. Дохерти               | США У. Ларнед, Р. Вренн, Дж. Вренн              | 4-1  |
| 1904 | Лондон | Великобритания Р. Дохерти, Л. Дохерти, Фрэнк Райзли | Бельгия В. Де Варз, Р. де Борман                | 5-0  |
| 1905 | Лондон | Великобритания Р. Дохерти, Л. Дохерти, Сидни Смит   | США У. Клотье, Х. Вар, Билс Райт, Уильям Ларнед | 5-0  |
| 1906 | Лондон | Великобритания Р. Дохерти, Л. Дохерти, Сидни Смит   | США Р. Литл, Х. Вар                             | 5-0  |

#### Поражения (1)
| Год  | Место   | Команда                                           | Соперник в финале                | Счёт |
| 1902 | Бруклин | Великобритания Р. Дохерти, Л. Дохерти, Джошуа Пим | США Д. Дэвис, Х. Вард, У. Ларнед | 2-3  |

### Прочие турниры

#### Победы
| Год  | Турнир                         | Покрытие | Соперник в Финале   | Счёт в финале               |
| 1895 | Чемпионат Эссекса              |          | Р.Иглесиас          | 6-3, 6-1, 6-0               |
| 1895 | Чемпионат Шотландии            |          | Ричад Миллер Уотсон | 6-1, 6-1, 6-1               |
| 1895 | Эксмут                         |          |                     |                             |
| 1895 | Ч-т Уэльса на крытых кортах    |          |                     |                             |
| 1896 | Чемпионат Шотландии            |          | Эдвард Рой Аллен    | 13-11, 6-4 — отказ          |
| 1896 | Чемпионат Эссекса              |          | Лоуренс Дохерти     | Без игры                    |
| 1896 | Баден-Баден                    |          | граф Виктор Восс    | 6-1, 7-5, 6-2               |
| 1896 | Ч-т Уэльса на крытых кортах    |          | Лоуренс Дохерти     | Без игры                    |
| 1896 | Чемпионат Восточной Англии     |          | Эдвард Рой Аллен    | 6-4, 8-6                    |
| 1896 | Бад-Гомбург                    | грунт    | Уильям Кранстон     | Без игры                    |
| 1897 | Баден-Баден                    |          | Лоуренс Дохерти     | Без игры                    |
| 1897 | Чемпионат Юга Франции          | грунт    | Граф Виктор Восс    | 6-2, 6-4, 3-6, 6-1          |
| 1897 | Монте-Карло                    | грунт    | Блэквуд Прайс       | 6-2, 6-1, 6-2               |
| 1897 | Бад-Гомбург                    | грунт    | Джордж Гильярд      | Без игры                    |
| 1898 | Бад-Гомбург                    | грунт    | Лоуренс Дохерти     | Без игры                    |
| 1898 | Монте-Карло                    | грунт    | Виктор Восс         | 4-6, 6-3, 6-3, 4-0 — отказ  |
| 1899 | Монте-Карло                    | трава    | Виктор Восс         | 6-1, 6-4, 6-3               |
| 1899 | Чемпионат Ирландии             | трава    | Гарольд Махони      | 6-3, 6-4, 5-7, 6-4          |
| 1899 | Бад-Гомбург                    | грунт    | Кларенс Хобарт      | 3-6, 4-6, 6-0, 6-3, 6-4     |
| 1899 | Чемпионат Юга Франции          | грунт    | граф Виктор Восс    | 6-0, 6-0, 6-0               |
| 1899 | Heiligendamm Open              | грунт    | Джордж Вантзеллиус  | 6-2, 6-1, 6-2               |
| 1900 | летние Олимпийские игры, Париж |          | Артур Норрис        | Бронзовые медали — без игры |
| 1900 | Чемпионат Ирландии             | трава    | Артур Гор           | 6-4, 7-5, 7-9, 7-9, 6-3     |
| 1901 | Чемпионат Ирландии             | трава    | Лоуренс Дохерти     | 6-4, 4-6 — отказ            |
| 1902 | Монте-Карло                    | грунт    | Джордж Гильярд      | 6-1, 14-16 — отказ          |
| 1903 | Монте-Карло                    | грунт    | Фрэнк Райзли        | 6-1, 7-5, 3-6, 7-5          |
| 1902 | Парижский чемпионат            | грунт    | Пауль Лебрето       | Без игры                    |
| 1903 | Парижский чемпионат            | грунт    | Макс Декюжи         | 6-4, 6-3, 8-6               |
| 1903 | Heiligendamm Open              | грунт    | Э.Ланге             | 6-1, 6-1, 6-1               |
| 1904 | Монте-Карло                    | грунт    | Джозия Ричи         | 6-2 — отказ                 |
| 1909 | Чемпионат Южной Африки         | трава    | Лионель Эскомб      | 6-3, 6-1, 6-1               |

#### Поражения
| Год  | Турнир                     | Покрытие | Соперник в Финале | Счёт в финале  |
| 1899 | Чемпионат Европы           | дерево   | Гарольд Махони    | Без игры       |
| 1900 | Чемпионат Юга Франции      | грунт    | Лоуренс Дохерти   | Без игры       |
| 1902 | Queen’s Club Championships | трава    | Гарольд Махони    | 9-11, 4-6, 4-6 |
| 1902 | Чемпионат Ирландии         | трава    | Лоуренс Дохерти   | Без игры       |

#### Победы
| Год  | Турнир                            | Покрытие | Партнёр         | Соперники в Финале             | Счёт в финале  |
| 1897 | Чемпионат Ирландии                | трава    | Лоуренс Дохерти |                                |                |
| 1897 | Чемпионат Шотландии               |          | Лоуренс Дохерти |                                |                |
| 1898 | Чемпионат Ирландии                | трава    | Лоуренс Дохерти |                                |                |
| 1898 | Чемпионат Шотландии               |          | Лоуренс Дохерти |                                |                |
| 1898 | Чемпионат Англии на крытых кортах |          | Лоуренс Дохерти |                                |                |
| 1899 | Чемпионат Англии на крытых кортах |          | Лоуренс Дохерти |                                |                |
| 1899 | Чемпионат Ирландии                | трава    | Лоуренс Дохерти |                                |                |
| 1900 | Чемпионат Англии на крытых кортах |          | Лоуренс Дохерти |                                |                |
| 1900 | летние Олимпийские игры, Париж    |          | Лоуренс Дохерти | Бэзил де Гармендиа Макс Декюжи | 6-1, 6-1, 6-0  |
| 1900 | Чемпионат Ирландии                | трава    | Лоуренс Дохерти |                                |                |
| 1901 | Чемпионат Англии на крытых кортах |          | Лоуренс Дохерти |                                |                |
| 1901 | Чемпионат Ирландии                | трава    | Лоуренс Дохерти |                                |                |
| 1902 | Чемпионат Англии на крытых кортах |          | Лоуренс Дохерти |                                |                |
| 1902 | Чемпионат Ирландии                | трава    | Лоуренс Дохерти | Джозия Ричи Хью Мэтью Свитмен  | 10-8, 6-3, 6-2 |
| 1903 | Чемпионат Англии на крытых кортах |          | Лоуренс Дохерти |                                |                |
| 1908 | летние Олимпийские игры, Лондон   |          | Джордж Гильярд  | Джеймс Сесил Парк Джозия Ричи  | 9-7, 7-5, 9-7  |

| Год  | Турнир                            | Покрытие | Партнёр        | Соперники в Финале        | Счёт в финале |
| 1898 | Чемпионат Англии на крытых кортах | трава    | Шарлотта Купер |                           |               |
| 1899 | Чемпионат Англии на крытых кортах | трава    | Шарлотта Купер |                           |               |
| 1899 | Чемпионат Ирландии                | трава    | Шарлотта Купер |                           |               |
| 1900 | летние Олимпийские игры, Париж    |          | Шарлотта Купер | Гарольд Махони Элен Прево | 6-2, 6-4      |
| 1900 | Чемпионат Англии на крытых кортах | трава    | Шарлотта Купер |                           |               |
| 1900 | Чемпионат Ирландии                | трава    | Шарлотта Купер |                           |               |

## Интересные факты
- В дополнение к своим талантам теннисиста и игрока в гольф, Реджинальд Дохерти весьма неплохо играл в крикет, бильярд, футбол и был увлечённым автомобилистом[26].
- Также, по воспоминаниям Джорджа Гильярда: «У Р. Ф. был ещё один талант, дар — очень чистый, хотя и небольшой тенор. Недостаточно большой для оперы или даже концертной деятельности. Но я слышал, как хорошие критики говорили, что если бы он прошёл необходимое обучение и серьёзно занялся музыкой, то мог бы сделать себе имя в качестве салонного певца»[27].